# Johann Bauschinger
Johann Bauschinger (Nuremberg, 11 de junho de 1834 — Munique, 25 de novembro de 1893) foi um matemático e engenheiro alemão.
De 1868 até sua morte foi professor de mecânica técnica na Universidade Técnica de Munique

## Vida
Bauschinger estudou na Universidade Técnica de Munique a partir de 1850, e na Universidade de Munique a partir de 1853. Foi então professor secundarista em Fürth, a partir de 1857, e em 1866 em Munique. Em 1968 foi professor na Universidade Técnica de Munique.
Foi membro da Academia de Ciências da Bavária, admitido em 1892. Pai do astrônomo Julius Bauschinger.

## Realizações
Bauschinger desenvolveu aparatos experimentais para materiais de construção. Entre suas realizações construiu um sistema de espelhos para a determinação da deformação de barras sob tração e compressão.
O efeito de Bauschinger descreve a deformação de aços submetidos a cargas estáticas crescentes.

## Obras
- Die Schule der Mechanik. Munique, 1861
- Die Schule der Mechanik, 2ª edição. Munique, 1867
- Denkschrift über die Einrichtung von Prüfungsanstalten und Versuchsstationen für Baumaterialien und die Einführung einer staatlich anerkannten Klassifikation der letztern. Verband Deutscher Architekten- und Ingenieurvereine, 1878
- Über den Elastizitätsmodul und die bleibende Zusammendrückung und Ausdehnung mehrerer Baustoffe. Mitth., volume 5 ,1878
- Indicatorversuche an Locomotiven (1865-1868). Civilingenieur, Vol. XIII, XIV, 1886
- Über die Veränderung der Elastizitätsgrenze und die Festigkeit des Eisens und Stahls durch Strecken und Quetschen, durch Erwärmen und Abkühlen und durch oftmals wiederholte Beanspruchungen. Mitth., volume 13, 1886 (Efeito de Bauschinger)
- Elemente der graphischen Statik, 2ª edição. Munique, 1890
- Mittheilungen aus dem Mechanisch-technischen Laboratorium, volumes 1-21, 22 e 23